# Mònica Aguilera i Viladomiu
Mònica Aguilera i Viladomiu (Barcelona, 5 de gener de 1974) és una esportista practicant de curses de muntanya, ciclisme de muntanya, raid d'aventura i orientació a peu o en bicicleta tot terreny. Llicenciada en Ciències de l'Educació física i l'Esport. Des de 1997 ha participat en tota mena de competicions al medi natural.

## Palmarès principal
- Campiona de la Copa del Món de Raids d'Aventura, X-Adventure Raid Series World Cup, els anys 2000[3] i 2001.
- Guanyadora del Marathon de Sables el 2010.[4][5]
- Dues vegades pòdium, 2007[6] i 2009,[7][8] al Ultra-Trail del Mont-Blanc de 166 km.
- Guanyadora de la Transgrancanaria 2009 de 123 km.[9]
- Guanyadora de la Ultramaratón de Transvulcania 2011 de 83 km.[10]
- Component de la selecció espanyola de curses d'orientació en bicicleta de muntanya. Ha participat en els mundials absoluts de l'especialitat dels anys 2011,[11] 2013, 2014, 2015, 2016[12] i 2017.[13] Així com als mundials de veterans proclamant-se campiona del món de veterans els anys 2015 i 2016[14]